# Рејф Спол
Рејф Џозеф Спол (енгл. Rafe Joseph Spall; Лондон, 10. март 1983) енглески је глумац.